# ابوالقاسم محمد کرو
ابوالقاسم محمّد کِرّو (۱۹۲۴ – ۴ آوریل ۲۰۱۵) ادیب، پژوهشگر و ناقد ادبی تونسی بود. او عضو فرهنگستان زبان عربی در قاهره، امان و دمشق بود و همچنین عضو فرهنگستان علمی عراق انتخاب شد. کِرّو نخستین پژوهشگری بود که به ابوالقاسم شابی پرداخت و دیوانش را گردآورد و نشر داد. کرّو دانش‌آموختهٔ دانشسرای معلمان بغداد بود، تدریس در دانشکده‌های بغداد، طرابلس و تونس را برعهده گرفت و در وزارت فرهنگ به عنوان مدیر و مشاور کار کرد. آثار بسیاری نگاشت. کتابخانهٔ شخصی او بیش از ۲۰ هزار جلد کتاب شامل می‌شد که به دانشگاه تونس اهدا نمود.

## آثار
- الشابی: حیاته و شعره (زندگی و شعر شابی)
- شوقی و ابن زیدون فی نونیتیهما
- الطاهر الحداد
- التراجم قصیرة
- حصاد العمر